# Attentati del 9 aprile 2017 in Egitto
Gli attentati alle chiese copte di Tanta e Alessandria d'Egitto sono stati degli attacchi terroristici avvenuti la domenica delle palme, ovvero il 9 aprile 2017 nelle due città egiziane.

## Eventi
A essere colpite sono state la chiesa copta di San Giorgio (Mār Girgīs) di Tanta e la cattedrale copta di San Marco ad Alessandria d'Egitto. All'esterno della cattedrale di San Marco, l'attentatore suicida si è fatto esplodere poco dopo che all'interno dell'edificio di culto, il papa copto Tawadros II aveva presieduto la liturgia della Domenica delle palme.
Due ordigni esplosivi sono stati anche rinvenuti e disinnescati in tempo a Ṭanṭā, all'ingresso della Moschea di ʿAbd al-Raḥīm (in arabo مسجد عبد الرحيم القنائى‎?, Masjid ʿAbd al-Raḥīm al-Qināʾī), frequentata dai sufi, ferocemente invisi ai jihadisti.

## Gli autori
A poche ore dall'accaduto, lo Stato Islamico ha rivendicato l'attentato alle due chiese copte egiziane. Il kamikaze era stato fermato da due agenti di guardia che sarebbero poi morti nell'esplosione con il terrorista.

## Conseguenze
ʿAbd al-Fattāḥ al-Sīsī, presidente egiziano, ha dichiarato l’instaurazione di un regime di stato d’emergenza per la durata di 3 mesi.
A seguito dell'attentato, l'Israele ha chiuso il valico di confine di Taba con l'Egitto per il timore di attacchi a israeliani. Il presidente statunitense Donald Trump ha condannato gli attacchi dando fiducia al presidente Al-Sisi nella gestione della situazione.
Papa Francesco ha espresso cordoglio e solidarietà alla Chiesa copta.